# Explotación infantil

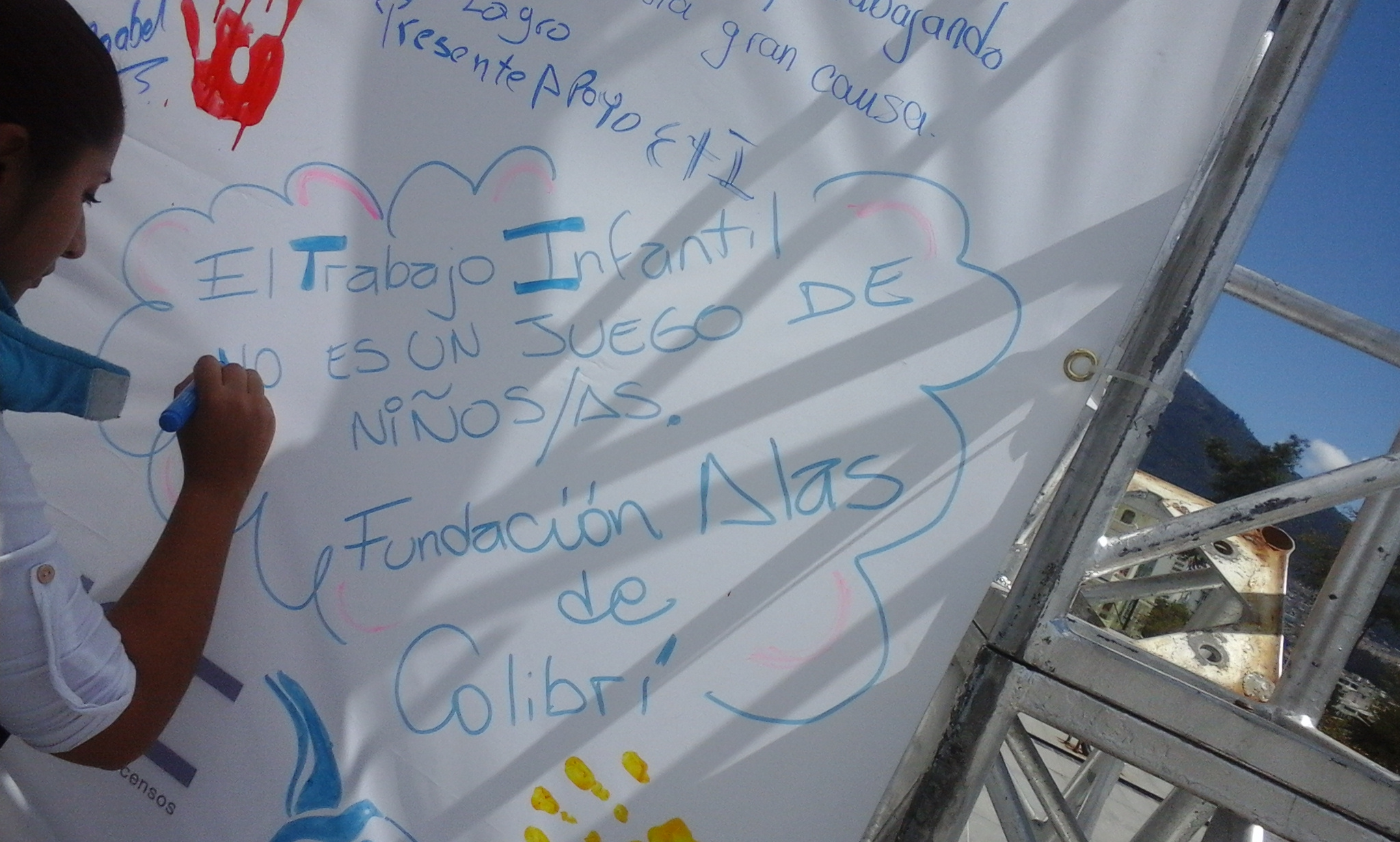
Una niña escribe sobre una pizarra un mensaje a favor de la erradicación del trabajo infantil.

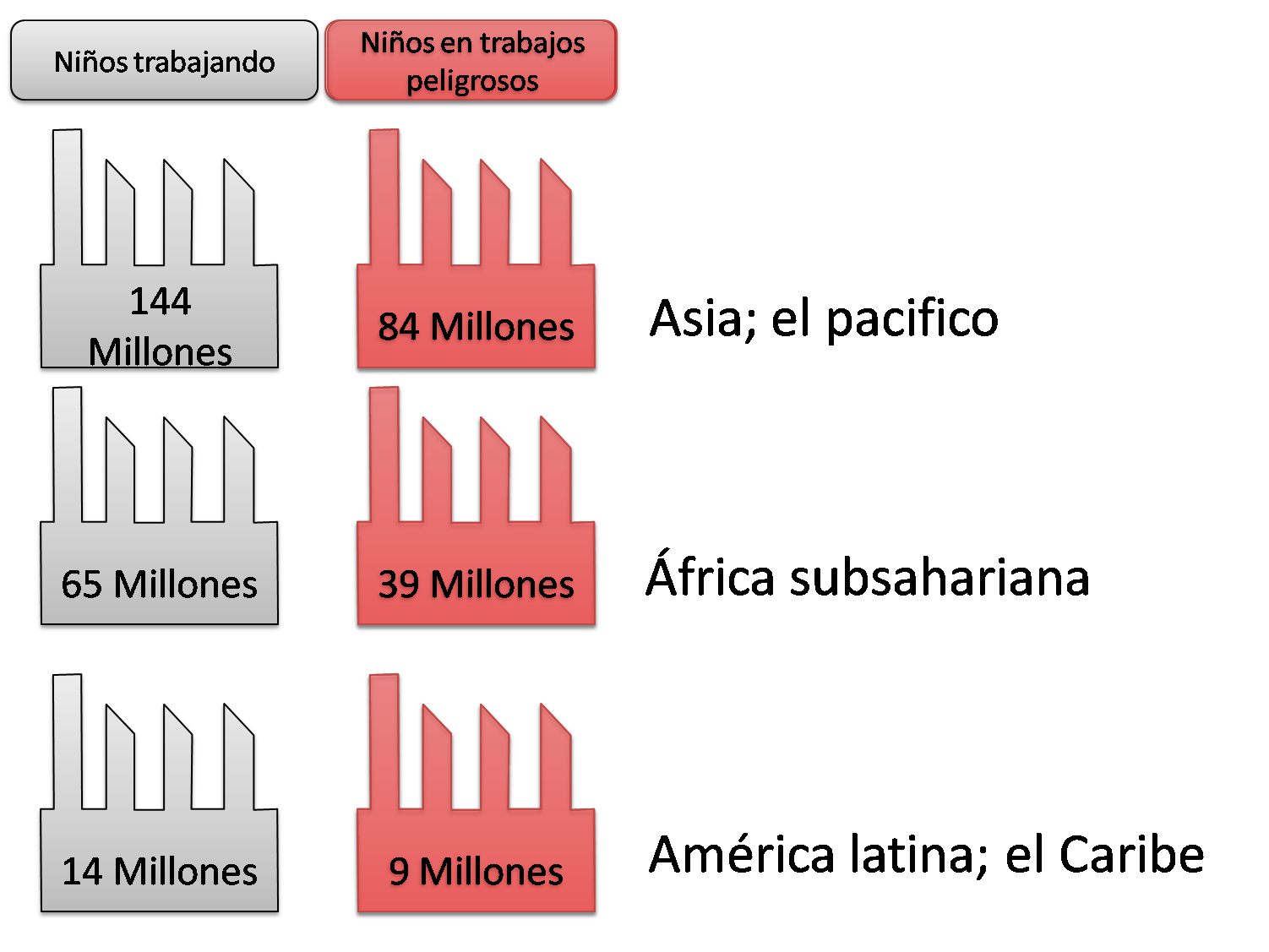
Trabajo infantil estimado por región en 2008. Jornadas largas, trabajo clandestino y uso de maquinaria pesada se consideran peligrosos.

La explotación infantil, también llamada esclavitud infantil, es la utilización de niños, niñas y adolescentes en trabajos que atentan contra su desarrollo físico y/o psicológico, para fines económicos, familiares o de otra índole, por parte de adultos.
La explotación infantil vulnera los derechos de las personas menores de edad y su desarrollo personal y emocional.Por este motivo, los Estados buscan generar políticas de prevención y erradicación del trabajo infantil, a través de la ratificación de tratados internacionales como la Convención sobre los Derechos del Niño y el Convenio sobre la prohibición de las peores formas de trabajo infantil.

## Definición
No todos los trabajos realizados por niños, niñas y adolescentes son considerados explotación infantil. Algunos autores utilizan este término como sinónimo de trabajo infantil, aunque otros emplean este último de un modo más amplio, sin una necesaria carga negativa.

## América precolombina
Entre los maya de Mesoamérica y las tribus de Norteamérica, los hijos de los esclavos podían heredar la condición de esclavitud, por lo que los niños podían nacer en la condición de esclavitud infantil.

## Medievo
La mayoría de esclavos del Egipto del siglo ix nacieron ya siendo niños esclavos. En la Corea de la época, los niños de las esclavas también nacían esclavos.

## El trabajo infantil durante la revolución industrial

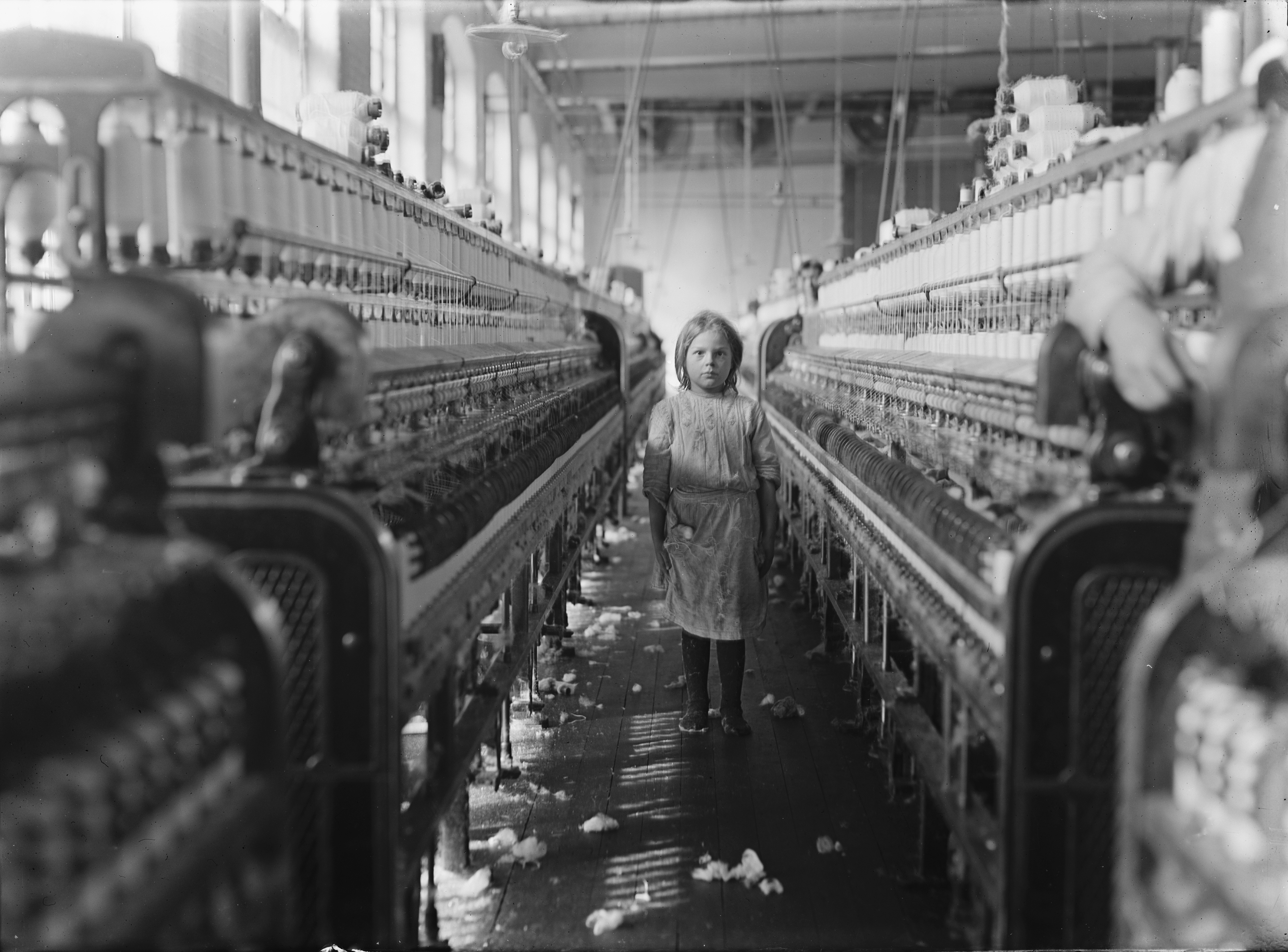
Trabajo infantil. Niña trabajadora, fotografía de Lewis Hine, Newberry (Carolina del Sur) (1908).

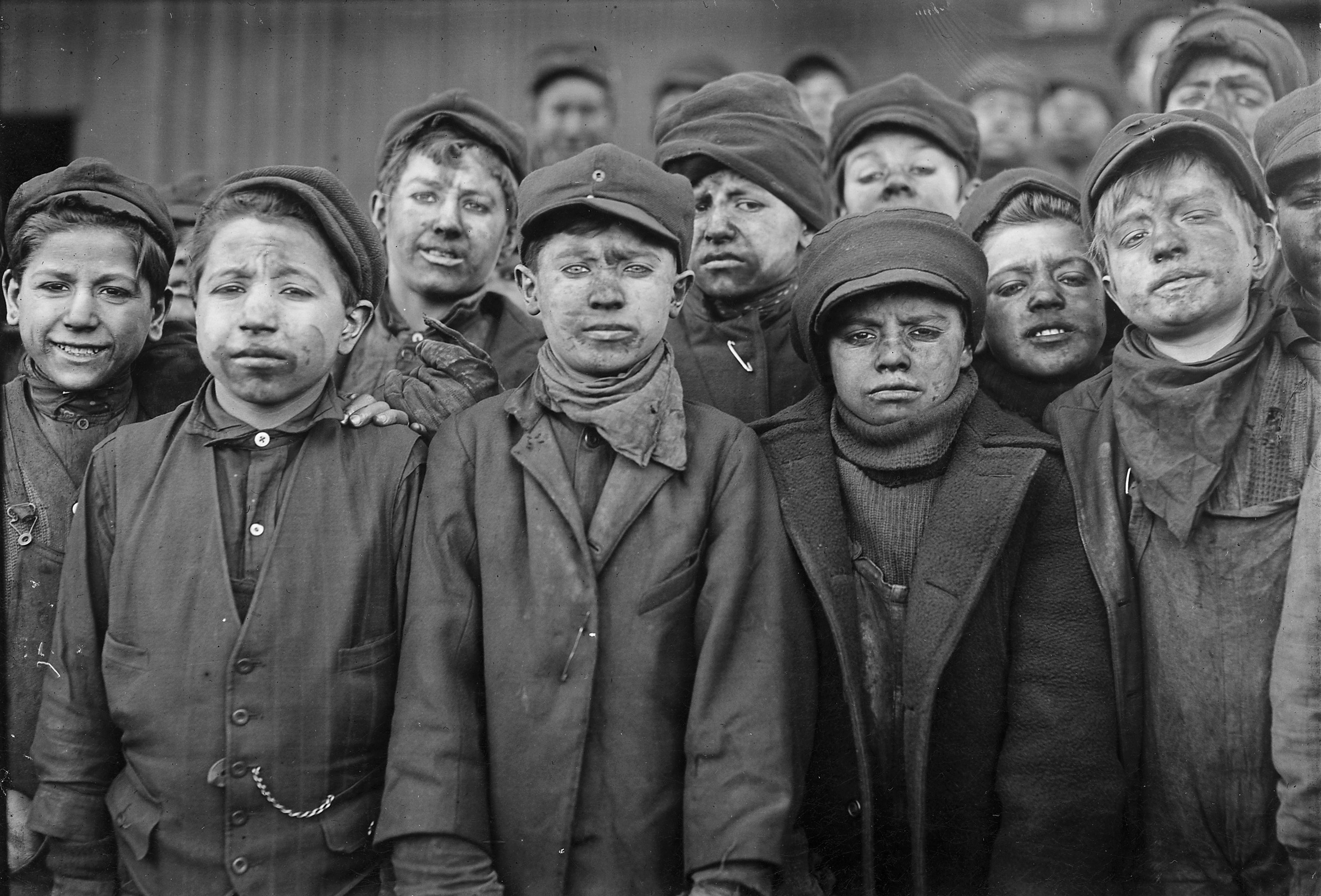
Niños trabajadores en una mina de carbón, fotografía de Lewis Hine (1911).

El salario de aquellos niños que se dedicaban a trabajar tan solo representaba el 20-15 % del salario masculino adulto. Comenzaban a trabajar a una edad muy temprana, entre 7 y 8 años. Normalmente realizan labores específicas como vigilar el correcto funcionamiento de las máquinas (portadores de bobinas, devanadores de tramas), engrasar las máquinas. La primera hiladora de algodón era tan pequeña que las únicas personas capaces de trabajar con ellas o arreglarlas eran niños de ambos sexos, además enseñárselas a utilizar resultaba muy sencillo. Las labores les exponían a graves peligros. Hay datos de desfiguraciones faciales a causa del aceite hirviendo de las máquinas o al tratar con productos muy inflamables.

En los distritos fabriles es corriente que los padres envíen a trabajar a sus hijos e hijas a los siete u ocho años, en invierno y verano, a las seis de la mañana, a veces cuando aún es de noche a veces con escarcha y nieve, para ir a las fábricas, que a menudo tienen una elevada temperatura y una atmósfera poco beneficiosa. [...] Están rodeados de otros niños en las mismas circunstancias, y así, al pasar de la niñez a la juventud, poco a poco se inician, especialmente los hombres, en los seductores placeres de la droga y la embriaguez; para esto les ha preparado el duro trabajo diario, la falta de mejores costumbres y el vacío total de sus mentes [...] Un hombre en tales circunstancias se da cuenta de que todos los poderosos que viven a su alrededor están lanzados en veloz carrera para adquirir riqueza individual, sin tener ninguna consideración con él, ni con su comodidad, ni con sus necesidades, ni siquiera con sus sufrimientos, excepto por medio de una degradante caridad de parroquia, que solo sirve para endurecer el corazón del hombre contra sus semejantes o para crear al tirano y el esclavo.
Robert Owen (1815) Observaciones sobre el efecto del sistema de manufacturas.

 Podían llegar a permanecer muchas horas de pie sin poder cambiar su posición. En otros casos, manipulaban manivelas que accionaban complejas maquinarias. Debido al movimiento monótono sostenidos durante gran cantidad de horas, podían aparecer deformaciones en sus extremidades. 
Por otra parte, desarrollaban otro tipo de oficios. Ganaban unos pocos peniques como limpiadores de chimeneas, mensajeros, llama-carruajes, limpia carretas, vendedores de juguetes o de flores y como portaequipajes o encomenderos. 
En 1850, tan solo una de cada nueve chicas alrededor de diez años trabajaban en una casa. En este mismo tiempo, durante la primera mitad del siglo XIX los huérfanos tan pronto como cumplían los 4 años eran vendidos por los orfanatos a los jefes de cuadrilla de limpia chimeneas; también era legal ''capturar'' niños sin hogar y obligarles a mantener un régimen de esclavitud. Estos mismos eran enviados dentro de la chimenea trepando por los muros de la misma con las manos o con rascadores. Todo este panorama, de escasez y miseria, hacia frecuente los hurtos infantiles de bienes consumibles.
Una sucesión de leyes sobre trabajo infantil, las llamadas Factory Acts, se aprobaron en el Reino Unido en el siglo XIX. Los niños menores de nueve años no podían trabajar, los de 9 a 16 años podían trabajar 12 horas al día según la Ley de fábricas de algodón. En 1856, la ley permitía el trabajo infantil después de los 9 años, durante 60 horas a la semana, de noche o de día. En 1900, la edad permitida para el trabajo infantil se elevó a 12 años.

## Erradicación del trabajo infantil

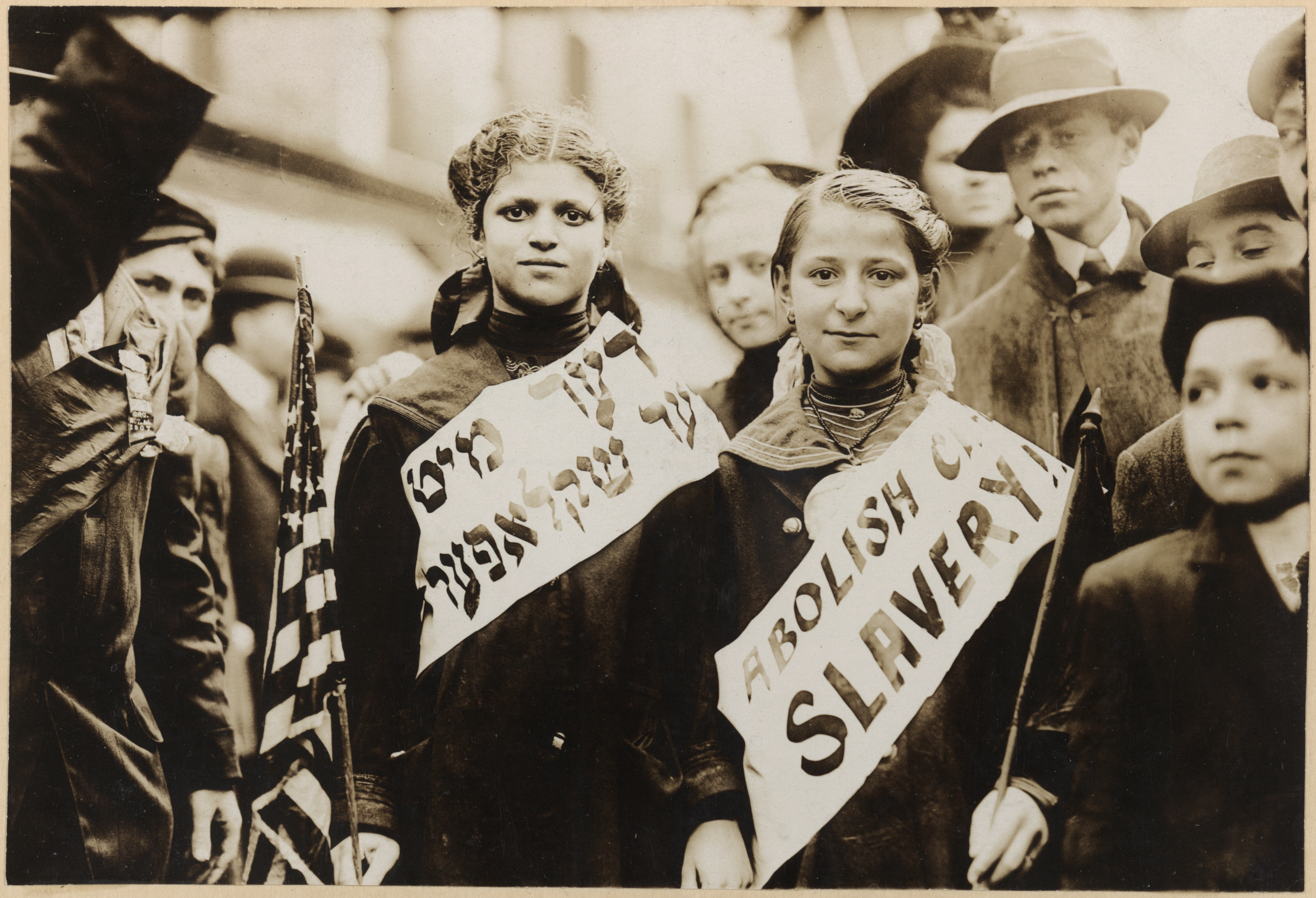
Dos niñas que llevan pancartas con el lema "¡ABOLID LA ESCLAVITUD INFANTIL!" en inglés y yidis. Foto probablemente tomada durante el desfile laboral del 1 de mayo de 1909 en la ciudad de Nueva York.

La erradicación del trabajo infantil tiene para la Organización Internacional del Trabajo (OIT) una prioridad urgente y muy importante, ya que durante siglos el trabajo infantil fue aceptado y era legal mientras que actualmente, ésta y otras prioridades forman parte de la Declaración de los Derechos del Niño.
Eliminar la explotación laboral infantil es una prioridad por los efectos que las actividades laborales tienen sobre la salud y el desarrollo de los menores de edad.
Igualmente está demostrado que cuando los menores de edad trabajan en condiciones que afectan el ejercicio de sus derechos, con frecuencia son explotados al no recibir salario o porque las jornadas de trabajo son usualmente extensas. Algunos estudios muestran que en la medida que más trabaje el menor de edad se expone a sufrir una mayor accidentalidad y enfermedades.
El trabajo de menores también afecta la educación al generar deserción escolar. Está demostrado que el atraso escolar se relaciona con las horas de trabajo en la niñez.
En 1992, la OIT creó el programa internacional para la erradicación del trabajo infantil para combatir el trabajo de los niños y niñas que atentan con su desarrollo y en 2014 el fundador del Centro Internacional sobre trabajo infantil y educación, Kailash Satyarthi fue galardonado con el Premio Nobel de la Paz por su lucha contra la explotación infantil en la India.
Si bien el gráfico indica un menor número en América Latina, lo cierto es que las condiciones de trabajo en muchos casos son de peligro, debiéndose reglamentar los trabajos peligrosos para evitar el trabajo de niños, niñas y adolescentes. A la fecha en el Perú existe la propuesta de erradicación del trabajo infantil desde el Ministerio de Trabajo y Promoción del Empleo, ninguna otra cubre esta gran problemática. Entre 1992 al 2012 existió la propuesta Educadores de Calle de atención en calle, desactivada y reemplazada.

## Causas
- Situación de pobreza. La pobreza en las familias impide que dispongan de los recursos necesarios para comprar alimentos, ropa, acceder a una vivienda, a sanidad o a educación, llegando incluso a dejar los estudios. Muchos menores se ven en la situación de contribuir a la economía familiar realizando trabajos que ponen en peligro su vida, como los niños de República Democrática del Congo, explotados para la extracción de minerales.
- Tráfico de niños. Muchos menores son explotados en fábricas e industrias debido a la pobreza de los países en vías de desarrollo y la necesidad de mano de obra barata. Los niños son forzados a trabajar en agricultura, en las calles o incluso en la minería, con los riesgos que ello conlleva.
- Abandono infantil. Cuando los niños están solos tienen que buscar un trabajo para sobrevivir. En ocasiones, estos menores no acompañados se ven convertidos en esclavos sexuales, trabajadores forzosos o incluso en niños soldado. Esto resulta común en contextos de conflicto y huida, en los que muchos niños se quedan huérfanos o se pierden en el caos de la huida. Solo en la emergencia de Sudán del Sur, el 63 % de la población refugiada está compuesta por menores de 18 años; de ellos, se estima que más de 75 000 viven en el abandono.
- Falta de acceso a educación. Los niños que no pueden acceder a educación tienen más probabilidades de convertirse en víctimas de trabajo infantil. Ir a la escuela les permite conservar sus oportunidades de futuro y les ayuda a mejorar las relaciones con sus compañeros y con las comunidades de acogida.

## Trabajo infantil por país

### México
De acuerdo al informe El trabajo infantil en México: avances y desafíos, elaborado por la Secretaría del Trabajo y Previsión Social (STPS), la principal causa del trabajo infantil es la pobreza. Otros factores causantes de este fenómeno social es la demanda en hogares, granjas o negocios familiares para que los niños participen en el trabajo; las normas y actitudes sociales y, los costos que implica la educación (uniformes, transporte, material escolar, inscripciones).
Solamente uno de cada cuatro niños trabajadores concluye su educación básica de lo cual se desprenden problemas como el analfabetismo y el ausentismo escolar, altos índices de reprobación, bajo aprovechamiento y deserción escolar. El informe detalla que los motivos por los cuales los niños laboran son los siguientes: 23.3 por ciento trabaja para pagar sus gastos o para la escuela; el 22.5 por ciento lo hace para completar el gasto de sus hogares; 22.4 por ciento realiza estas labores solo por ayudar y, 13.5 por ciento labora para aprender un oficio.
El trabajo infantil es un problema de escala mundial y, aunque en México se ha ido reduciendo, el informe señala que aún hay un estimado de 2 millones 500 mil niños y adolescentes de 5 a 17 años laborando.
La OIT, UNICEF y la oficina de la UNESCO en México exhortan al país a centrar su atención en el acceso a una educación de calidad de todas las niñas, niños y adolescentes como factor clave en la lucha contra el trabajo infantil. Ya que señala que la primera razón por la que las niñas y niños no asisten a la escuela es la falta de interés o actitud, en este sentido es necesario se les dé un seguimiento educativo en comunidades indígenas, con discapacidad o migrantes (como las hijas y los hijos de jornaleros agrícolas).
Según CEPAL, hasta 2019 más de dos millones de menores de edad trabajaba en el país, siendo el segundo país con más cifras en Latinoamérica, solo por detrás de Brasil. A inicios de 2020 se había contabilizado un aumento de la explotación infantil en la Ciudad de México, llegando a más de 84 000 niños.

### Nicaragua
Charles Butters denunció a Augusto César Sandino por entrenar y emplear a cuatro menores, de entre 14 y 16 años, como sicarios y guardaespaldas.  Los niños actuaban a sangre fría "sin distinguir diferencia entre balear a un hombre o azuzar a una mula con un látigo."

### Argentina
El trabajo infantil de menores es delito y solo pueden trabajar los mayores de 16 años con autorización de sus padres, la única excepción es si tiene 14 o 15 años y trabaja en la empresa del padre, madre o tutor 3 horas diarias o 15 semanales, debiendo cumplir con la asistencia escolar y no hacer tareas riesgosas o que perjudiquen la salud.
Los menores que tienen 16 y 17 años pueden trabajar 6 horas por día o 36 horas semanales, y solo con permiso del Ministerio de Trabajo esa jornada puede llegar a 8 horas diarias o 48 horas semanales y está prohibido que trabajen entre las 20:00 y las 6:00. El sueldo no puede ser menor a los de los demás trabajadores si la jornada de trabajo es igual o sus tareas son las mismas que hacen los trabajadores mayores de edad y la licencia anual por vacaciones no puede ser de menos de quince días.
En los últimos años, el trabajo infantil en Argentina ha aumentado: hacia el año 2018, más de 1,4 millones de niños trabajaba.

### Ecuador
La edad en la que se registra mayor trabajo infantil en Ecuador es entre los 12 y los 17 años, lo que tiene un impacto en la interrupción de la educación de los adolescentes. Trabajando a las espaldas de los padres por la falta de empleo, por varios ámbitos de pobreza, acceso a la educación o factores culturales, etc. Según el fondo de las naciones unidas para la infancia (UNICEF), el trabajo infantil tiene consecuencias desfavorables tanto a corto como a largo plazo: en lo inmediato hay un deterioro en la educación del niño, una exposición a situaciones de riesgos (accidentes, lesiones físicas, enfermedades) y una socialización en ámbitos que no siempre son adecuados para su edad.
Cabe recalcar que en el transcurso del tiempo que se ha investigado este problema del trabajo infantil, las investigaciones siempre nos traen al mismo punto de origen, por eso debe ser estudiada esta problemática desde varias perspectivas para el cambio social.
Ocasionalmente, y a pesar del exhaustivo trabajo de las autoridades nacionales y locales por controlar esta situación, se ha llegado a saber de casos de menores (de inclusive 10 o 14 años) que no han cursado un solo año de escolaridad (ni siquiera el nivel de Inicial), por lo cual, dichos niños y jóvenes llegan a formar parte de la también alarmante tasa de analfabetismo en el país.

### Venezuela

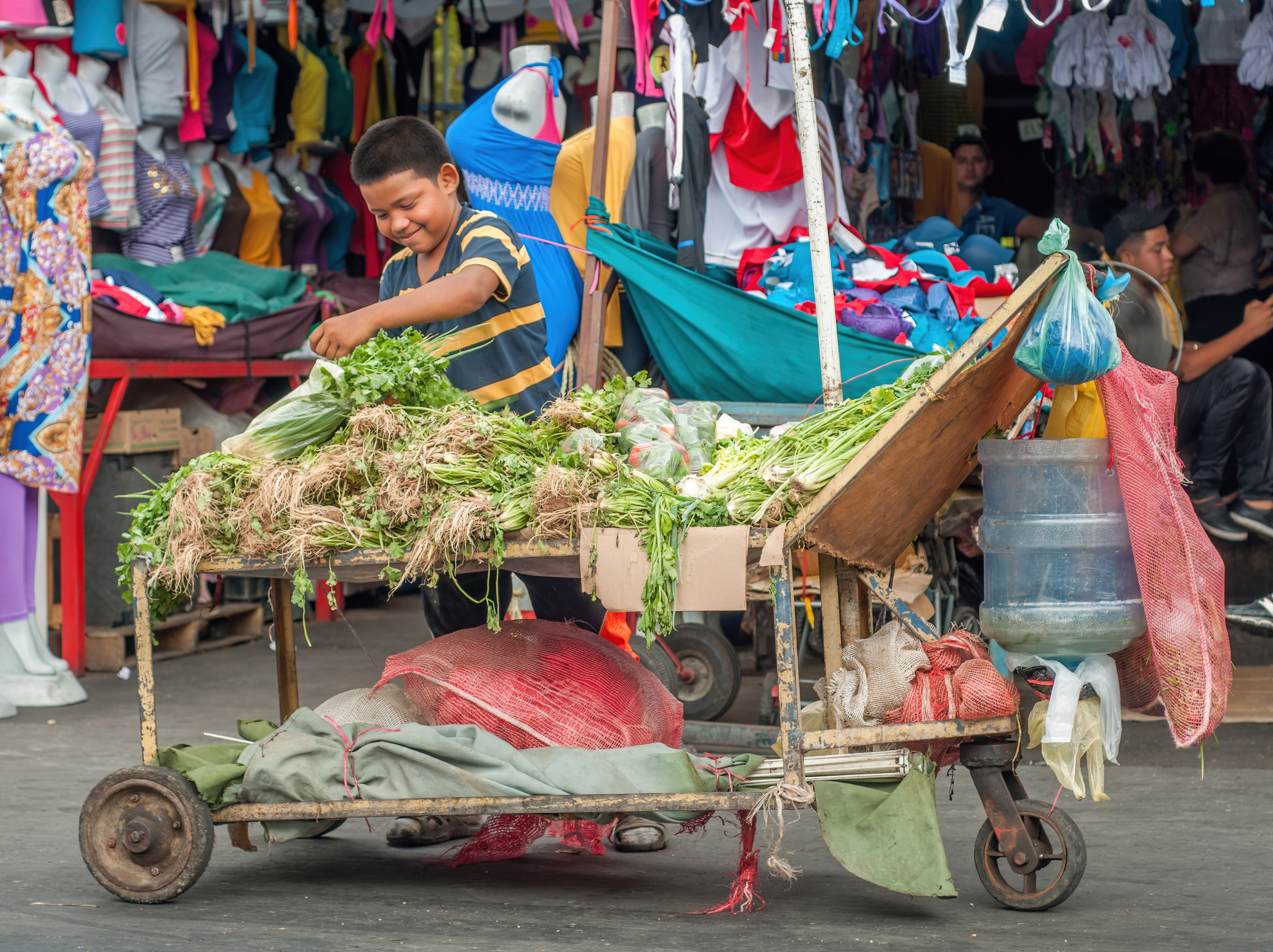
Niño trabajando vendiendo verduras en el centro de Maracaibo en 2013

En Venezuela, los niños y adolescentes enfrentan una alta vulnerabilidad al trabajo infantil, exacerbada por la precaria situación económica que los obliga a abandonar sus estudios para contribuir al sustento familiar. Esta problemática es destacada en un comunicado de la central de trabajadores ASI Venezuela, emitido con motivo del Día Mundial contra el Trabajo Infantil. Según el documento titulado "Comprometidos con la Erradicación del Trabajo Infantil", el deterioro de las condiciones laborales y la devaluación salarial han provocado una pérdida significativa del poder adquisitivo, resultando en desnutrición y mala alimentación que comprometen la salud y el desarrollo físico y mental de los menores. Las migraciones forzadas, motivadas por el hambre y la falta de empleo digno, han generado situaciones alarmantes como el abandono de niños y adolescentes que quedan al cuidado de familiares, amigos o incluso solos, lo cual agrava su vulnerabilidad. Además, los menores y las familias migrantes enfrentan dificultades para regularizar su situación migratoria, exponiéndolos a discriminación, violencia, xenofobia, explotación y abuso. La central obrera también subraya que el trabajo infantil perpetúa la desigualdad y la exclusión social, afectando a más de 168 millones de niños en el mundo y poniendo en riesgo no solo su futuro, sino también el de las próximas generaciones. En Venezuela, aunque no existen estadísticas oficiales recientes sobre el trabajo infantil, el fenómeno es evidente y desmesurado. Según el último informe oficial presentado por UNICEF en 2007, incluso antes de la crisis humanitaria, ya se consideraba preocupante el elevado número de niños y adolescentes que ni estudian ni trabajan, cifra que actualmente supera los 100,349 en comparación con los 81,000 que forman parte de la fuerza laboral.
En Venezuela, el trabajo infantil es una problemática acentuada en las zonas fronterizas con Colombia y en el Arco Minero del Orinoco. Leonardo Rodríguez, de la Red por los Derechos Humanos de los niños, niñas y adolescentes (REDHNA), reporta un incremento en la participación de niños y adolescentes en la explotación minera del Estado Bolívar y en las actividades económicas de la frontera entre Venezuela y Colombia. Además, el acceso a la identidad presenta dificultades, particularmente en la tramitación de cédulas y pasaportes. Carlos Trapani, de la ONG Centro Comunitario de Aprendizaje (CECODAP), indica que el país no ha respondido a las solicitudes de organizaciones defensoras de los derechos de la infancia para facilitar y gratuidad en estos trámites. No existen datos oficiales recientes sobre la deserción escolar, pero investigaciones de universidades y observatorios sugieren que más de un millón de niños en edad escolar han dejado sus estudios para trabajar y contribuir al sustento de sus familias, evidenciando una crisis educativa que impacta en su futuro.

#### Minería
En los asentamientos del estado Bolívar, al sur de Venezuela, el trabajo infantil en la minería comienza como un juego, pero rápidamente se convierte en una cuestión de supervivencia. Activistas de derechos humanos denuncian que decenas de menores trabajan en condiciones precarias, moviendo bateas entre piedras y basura en busca de pepitas de oro que se adhieren al mercurio, un contaminante perjudicial para la salud. Los niños, debido a su tamaño, son los encargados de meterse en hoyos para extraer el material, trabajando en cuclillas, sin camisa y cubiertos de barro. Martín, un niño cuya identidad ha sido cambiada por seguridad, explica que cuando la tierra se vuelve como un chicle, es señal de la presencia de oro, el cual se lava en agua para separar las pepitas del mercurio. Martín y sus primos dragan pozos para evitar inundaciones y extraen tierra y piedras buscando oro bajo el sol inclemente.
En El Perú, un caserío en El Callao, Martín nunca ha ido a la escuela y prefiere trabajar en la mina, como muchos otros niños que consideran la minería su sueño. Carlos Trapani, de la ONG Cecodap, describe el trabajo infantil en las minas como desarrollado bajo las peores condiciones, con riesgos de accidentes, enfermedades endémicas y otras formas de violencia como explotación y abuso sexual. Según la Universidad Católica Andrés Bello (UCAB), alrededor de mil niños trabajan en las minas de esta región, impulsados por la necesidad de supervivencia familiar.
Eumelis Moya, de la UCAB Guayana, señala que el entorno familiar se enfoca en la supervivencia más que en la educación de los niños. Gustavo, otro niño minero de 11 años, trabaja desde los 6 años y relata sus temores durante los tiroteos en la mina. Las autoridades han destruido numerosos campamentos ilegales, especialmente en el Parque Nacional Yapacana, donde han ocurrido enfrentamientos violentos. La madre de Gustavo, minera desde los 12 años, espera que sus hijos regresen a la escuela algún día, reconociendo los riesgos presentes en la minería.

### Perú
El trabajo infantil en el Perú es muy notable. Pese a que la Ley 27337 establece que el trabajo recién se permite desde los 14 años, hacia el año 2019 más de un millón de menores de edad trabajaban en el país, alrededor del 88 % en el área rural y agrícola, una cifra equivalente al 17.6 % de niños del país. Esto se ve en varias regiones del país, que niños desde muy corta edad, sacrifican su infancia para poder aportar algo a la economía familiar. Este problema se da por muchos factores de pobreza, problemas de planificación familiar, explotación en las áreas rurales o por trata.

### Uruguay
En Uruguay, 1 de cada 10 niñas, niños y adolescentes en nuestro país trabajan (según el último censo de 2011 INE), muchos de ellos se desempeñan en tareas peligrosas, que violentan fuertemente sus derechos e impactan de forma negativa en su desarrollo.
Se detectan situaciones de trabajo infantil a partir de los 8 años en nuestro país y a partir de los 11 años estas actividades compiten fuertemente con la  continuidad educativa. 
Sigue habiendo un impacto importante  del trabajo doméstico y de cuidados no remunerados que realizan niñas, niños y adolescentes como consecuencia de la pobreza infantil.  Estos trabajos suelen ser en cuidado de hermanos u otros adultos del hogar (personas mayores o discapacitadas). 

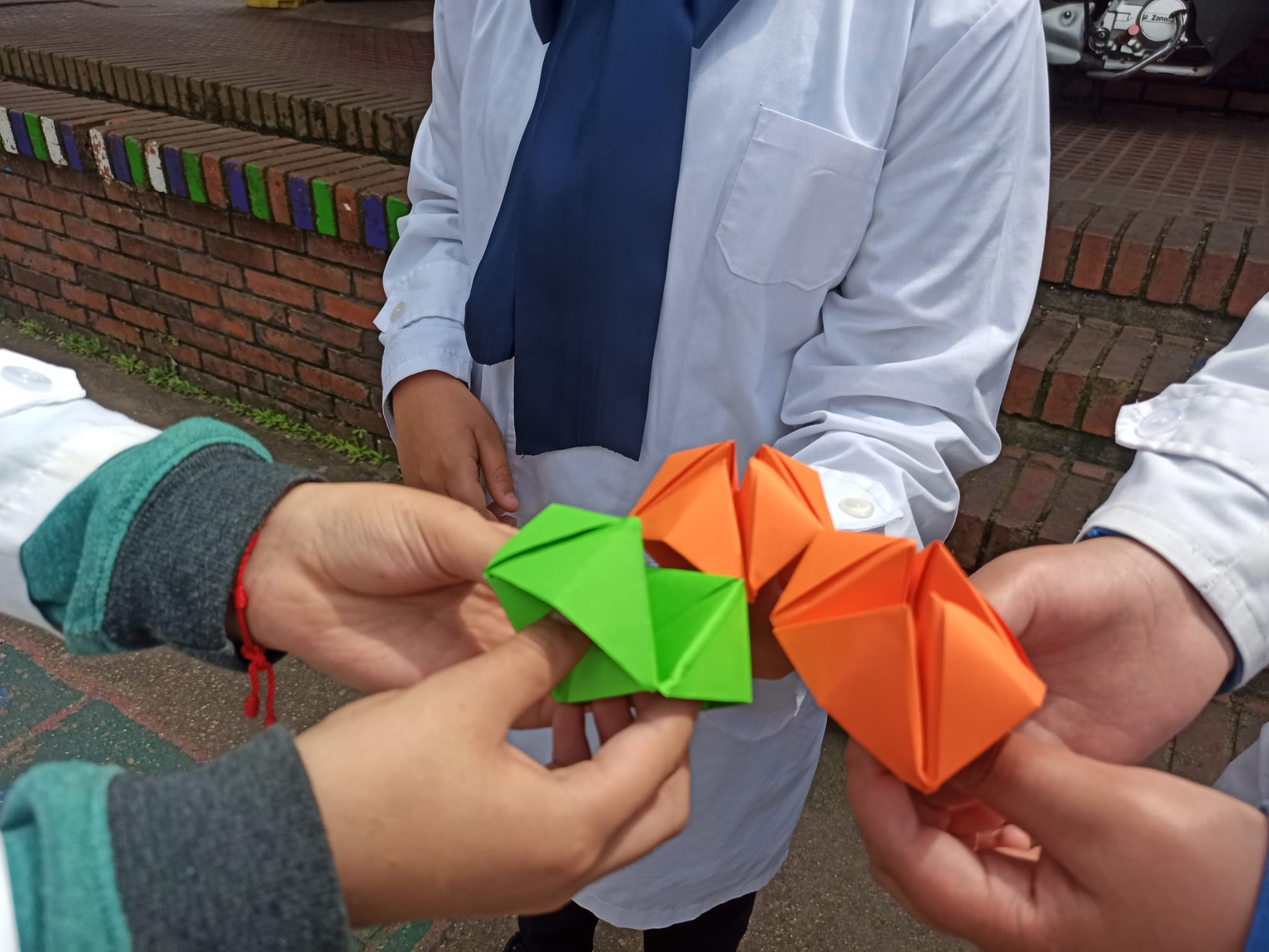
Niños jugando en una escuela pública en Uruguay.

Son las niñas y adolescentes mujeres que asumen en gran mayoría estas responsabilidades (según evaluación de organismos internacionales 65% y 35% son varones). Lo que las lleva con frecuencia a quedar por fuera del sistema educativo.

## Filmografía
- El corazón de la Tierra, dirigida por Antonio Cuadri, narra una de las primeras manifestaciones que hubo en España en 1888 a consecuencia de las minas de Río Tinto en contra de la explotación infantil.
- En 1941, la película ¡Qué verde era mi valle! ganó el Oscar al mejor film del año. En esta película se narra la historia de los Morgan, una familia de mineros del carbón en el sur de Gales, en el Reino Unido. Todos los miembros varones de la familia trabajaban en dicha mina, incluyendo al hijo menor, Huw, personaje interpretado por Roddy McDowall, actor que en ese entonces tenía 13 años y que narra las condiciones tan críticas del trabajo infantil en las minas carboníferas, con sus peligros de derrumbes y explosiones.
- El documental Los Herederos realizado en el 2009 por Eugenio Polgovsky retrata las vidas de los niños que son forzados a trabajar en las áreas rurales de México.
- El documental La Espalda del Mundo, de Javier Corcuera, relata la experiencia de niños y adolescentes picapedreros de la zona de Progreso, distrito de Carabayllo, Lima, Perú, durante el año 2002.